# Манастир Зограф
Зограф (буг. Зографски манастир, гр. Μονή Ζωγράφου) је бугарски манастир који се налази у северном делу Свете горе.

## Историја
Основала су га почетком 10. вијека три брата монаха из Охрида: Мојсије, Арон и Јован, а посвећен је светом Ђорђу. Верује се да је у 13. веку постао претежно бугарски.
Из грамате молдавског војводе Јована Антиоха Константина издате 1698. године, види се да су у Зографу, свети оци Срби, па Бугари и остала браћа. Бугарски карактер манастира сачували су велики прилози, пристигли из Бесарабије и Русије између 1823-1834. године.
Био је настањен бугарским, грчким и српским монасима до 1845, а од те године искључиво бугарским. Зограф је девети у хијерархији светогорских манастира. У њему је данас око 37 монаха. Манастир се од 1988. године, заједно са осталих деветнаест светогорских манастира, налази на УНЕСКО-вој листи светске баштине у склопу споменика средњег века обједињених под заштићеном целином Планина Атос.